# Iwaszkiwci (rejon kamieniecki)
Iwaszkiwci (ukr. Івашківці) – wieś na Ukrainie, w obwodzie chmielnickim, w rejonie kamienieckim, w hromadzie Nowa Uszyca. W 2001 liczyła 1254 mieszkańców.